# Ilona Hlaváčková
Ilona Hlaváčková (Praga, 15 marzo 1977) è un'ex nuotatrice ceca.

## Carriera
Specializzata in tutte le distanze del dorso ha vinto, nel corso della sua carriera, un titolo continentale sui 50 metri in vasca lunga e svariate altre medaglie nella vasca corta.

## Palmarès
- Mondiali

Barcellona 2003: argento nei 50m dorso.
- Mondiali in vasca corta

Mosca 2002: argento nei 100m dorso.
- Europei

Helsinki 2000: bronzo nei 50m dorso.
Madrid 2004: oro nei 50m dorso.
- Europei in vasca corta

Valencia 2000: oro nei 50m e nei 100m dorso.
Antwerp 2001: oro nei 50m e nei 100m dorso.
Riesa 2002: argento nei 50m e nei 100m dorso.
Dublino 2003: oro nei 50m dorso e argento nei 100m dorso.
Vienna 2004: bronzo nei 50m dorso.
- Universiadi

Palma di Maiorca 1999: bronzo nei 100m dorso.
Pechino 2001: oro nei 50m dorso e argento nei 100m dorso.
Daegu 2003: oro nei 50m e nei 100m dorso.